# ادد-نیراری یکم
ادد-نیراری یکم یا آدادنراری یکم (به انگلیسی: Adad-nārārī I)، که در همه کتیبه‌ها به جز دو کتیبه به صورت ایدئوگرافیک mdadad-ZAB+DAH ترجمه شده‌است، به معنی «ادد یاور من است» (۱۳۰۵–۱۲۷۴ پیش از میلاد یا ۱۲۹۵–۱۲۶۳ پیش از میلاد) پادشاه آشور در دوران امپراتوری آشور میانه بود. او نخستین پادشاه آشوری است که تاریخ‌نامه‌هایش با جزئیات باقی مانده‌است. ادد-نیراری یکم به پیروزی‌های نظامی بزرگی دست یافت که آشور را بیشتر تقویت کرد. او در کتیبه‌های یافت شده آشور خود را پسر آریک-دَن-ایلی می‌خواند، که در فهرست پادشاهی ناسوحی نیز همین نام‌گذاری‌ها ثبت شده‌است. او به‌عنوان پسر انلیل‌نیراری در فهرست پادشاهی خورساباد ثبت شده‌است و فهرست پادشاهی SDSA احتمالاً در اشتباه است.

## توسعه دهنده قلمروی آشور میانه
ادد-نیراری یکم خویشتن را نابودکنندهٔ قبایل نیرومند کاسیهای بابل و گوتیان و لولوبیان می‌نامد و از پدر خود آریکدنیلو سخن می‌گوید که کشور توروکی و نیکی‌مخی را تا حدود آن و تمام فرمانفرمایان کوهساران و تل‌های وسیع قلمرو گوتیان را مسخر و مطیع ساخت و همچنین کشور کوتموخی و تمام متحدان آن را.
از قرن پانزدهم پیش از میلاد آشوریان کوشیدند در ناحیهٔ آراپخا که پوششی برای مدخل‌های نامار بود نفوذ کنند. در قرن چهاردهم پیش از میلاد پس از شکستی که از طرف ادد-نیراری یکم، فاتح آشوری بر نازی ماراتاش پادشاه کاسی در بابل وارد آمد میان آشور و بابل مرزی از محل پی‌لاسکی در کرانهٔ دیگر دجله از طریق کوه آرمان به اوگارساللی تا لولوبیان کشیده شد. این عمل خطر مستقیمی برای درّهٔ دیاله ایجاد کرد.

## دوران حکومت

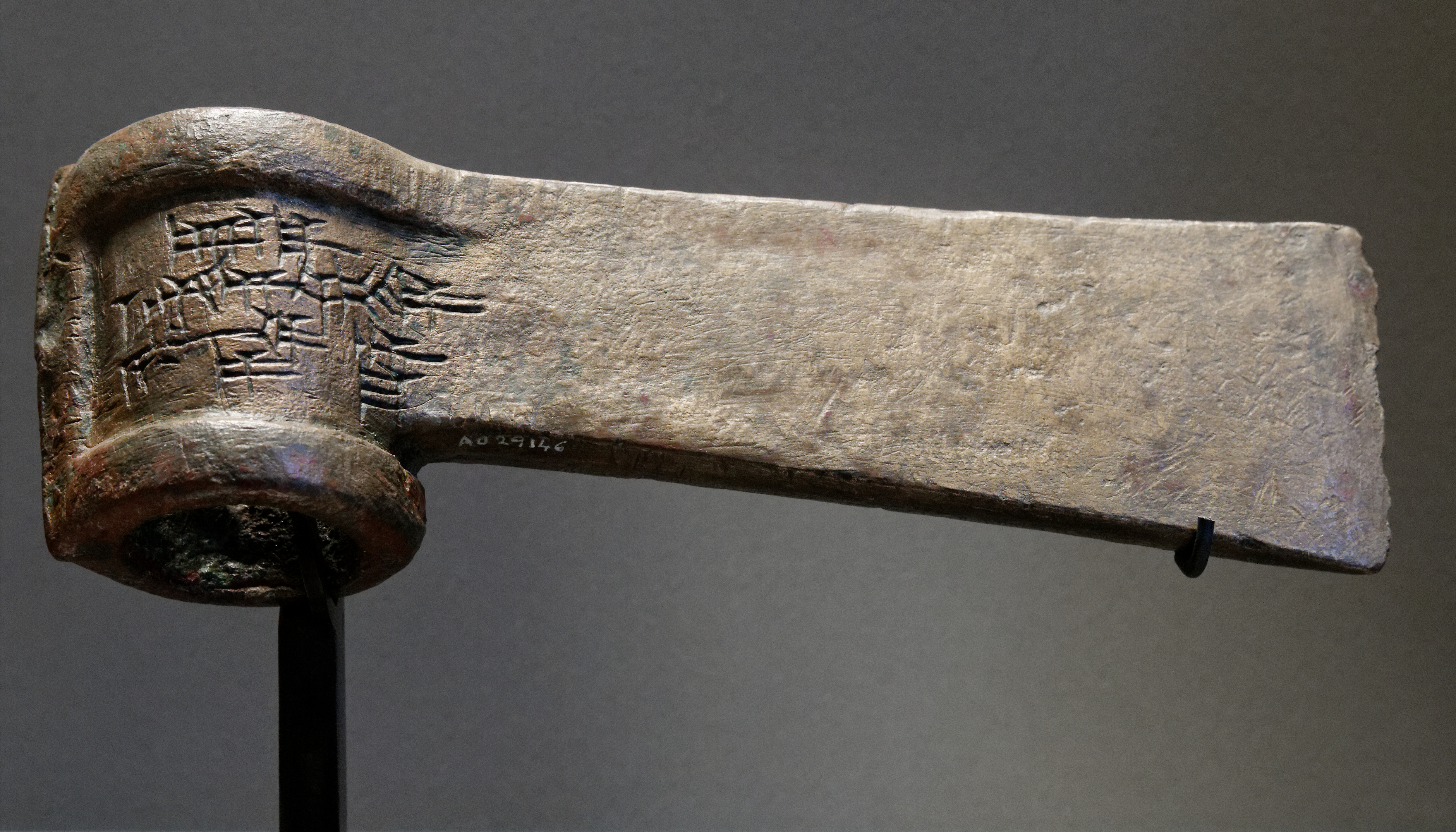
تیغه تبر به نام ادد-نیراری یکم: دوره کاسیت. در موزه لوور

او می‌بالید که "شکست ارتش قهرمان کاسی‌ها (همسایگان بابلی آنها در جنوب)، گوتو (همسایگان گوتی شرقی آنها)، لولومو (قبایل لولوبی ایران باستان بلافاصله در شرق آشور) و شوبارو ("شمال آسیای صغیر "). شکست نیروهای کاسی نازی-ماروتاش باید بسیار شیرین بوده باشد، زیرا پدرش «نتوانست مصیبت‌های وارد شده توسط پادشاه سرزمین‌های کاسی را در دوران سلطنت خود اصلاح کند». این رویداد در شهر کر ایشتار در استان اوگارسولو اتفاق افتاد و زمانی که ارتش ادد-نیراری بر اردوگاه کاسیت «مانند سیل ویرانگر» سقوط کرد، همان‌طور که توکولتی-نینورتای یکم در حماسه همنام خود با خوشحالی توصیف کرد، و پیروزی‌اش تضمین شد. این پیروزی منجر به همسویی مجدد مرزها با آشور شد که قلمروی خود را به سمت جنوب، به پیلاسکو، شهر آرمان در اوگارسالو و لولومو گسترش داد.
جانشین نازی-ماروتاش، کاداشمان-تورگو به اندازه کافی برای تأمین صلح انگیزه داشت که به نظر می‌رسد او با یک معاهده تحقیرآمیز با آداد نیراری موافقت کرده‌است که در آن «او (نازی-ماروتاش) پسرش را برای جنایت عفو کرد.»

## روابط با میتانی‌ها و هیتی‌ها

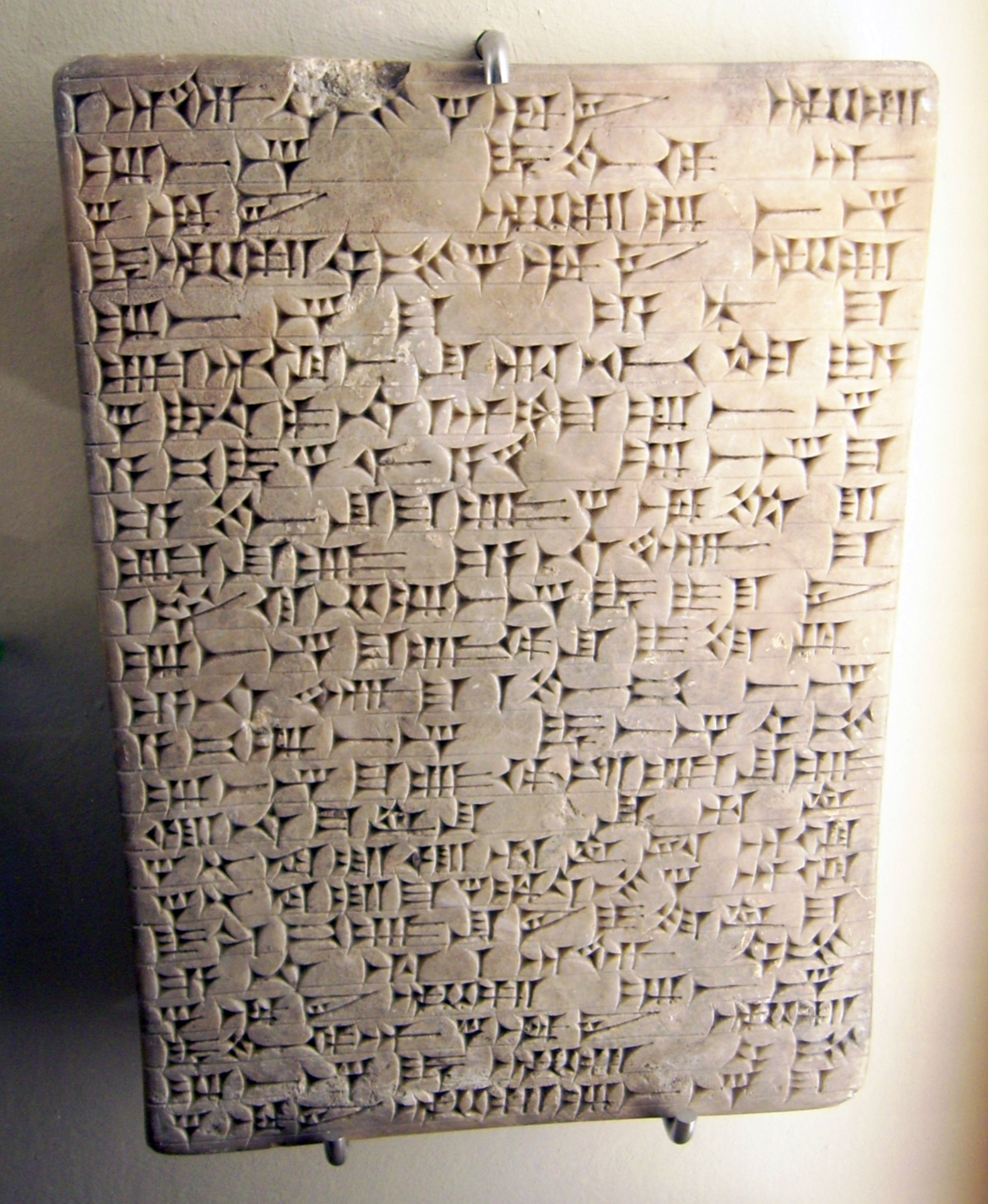
کتیبه مربوط به روابط دو تمدن

این به آشوریان اجازه داد تا توجه خود را به فتح میتانی‌ها معطوف کنند. در زمان شاتیوازا، هانیگالبات (بقایای امپراتوری میتانی) به یک دولت تابع امپراتوری هیتی تبدیل شده بود که با عهدنامه‌ای جشن گرفته می‌شد و به عنوان حایلی در برابر آشوری‌های در حال رشد عمل می‌کرد. اما در اواخر عصر مفرغ، معاهده‌هایی بین پادشاهان منفرد بسته شد، زیرا دولت‌های ملی هنوز پدید نیامده بودند و با الحاق شاتوارای یکم در هانیگالبات و اورهی تششوپ به عنوان مورسیلی سوم در هیتی و کاهش مشارکت هیتی‌ها در امور بین‌المللی، ممکن است اولی به دنبال اتخاذ موضع مستقل‌تری بود.
به گفته ادد-نیراری، درگیری با حمله پیشگیرانه شاتوارا آغاز شد که منجر به شکست و دستگیری شاه میتانی شاتوارا شد، که به آشور برده شد و مجبور شد به عنوان دست‌نشانده آشوری‌ها قسم بخورد، ظاهراً بدون آن. مداخله هیتی‌ها، پرداخت منظم خراج برای باقیمانده دوران سلطنتش.
ادد-نیراری که از پیروزی‌های نظامی خود تقویت شده بود، خود را به تقلید از سلف باستانی خود شمشی-ادد یکم، پادشاه کائنات (šar kiššati) نامید و با گستاخی به همتای هیتیایی خود به عنوان یک «شاه بزرگ» سلام کرد. او خود را به بازدید از کوه آمان (آمانوس، شاید یک مرکز فرقه؟) در قلمرو «برادر» خود دعوت کرد، که باعث شد تا مورسیلی سوم، پادشاه هیتی‌ها (Urhi Teššup) را تحت فشار قرار دهد.
پس تو تبدیل به «پادشاه بزرگ» شدی؟ اما چرا هنوز در مورد «برادری» و آمدن به کوهستان صحبت می‌کنید؟ امان؟... به چه دلیل باید تو را «برادر» بنامم؟... آیا آنهایی که با هم آشنا نیستند همدیگر را «برادر» صدا می‌کنند؟ پس چرا باید تو را «برادر» صدا کنم؟ آیا من و شما از یک مادر به دنیا آمده‌ایم؟ چون پدربزرگم و پدرم پادشاه آشور را «برادر» خطاب نمی‌کردند، شما نباید مدام برای من (درباره) آمدن و «کشتی شاه بزرگ» بنویسید. این من را ناخوشایند می‌کند.
1. ↑  آغاز ۱۴۰۰ پ. م
2. ↑  کرکوک فعلی
3. ↑  از نواحی بابل در شمال و شمال‌شرقی ایلام
4. ↑  کوه هالمان، کوه آلمان
5. ↑  لولومیان
6. ↑  لوح 7499، متن KUB 23:102، نامه Urhi Teššup به Adad-nārāri، نگاه کنید به Bryce (2003)، ص. 87 یادداشت 21 برای خلاصه منشأ.
7. ↑  الگو:سایت کتاب

پادشاه هیتی هاتوسیلی سوم (ح. ۱۲۶۷ – ۱۲۳۷ پیش از میلاد) اورهی تسشوپ را سرنگون کرد، این فتح یک امر انجام شده و یک واقعیت بود و هاتوسیلی باید از ادد-نیراری درخواست می‌کرد تا تهاجمات مردم توریرا، یک شهر مرزی هانیگالبات، علیه مردم کارکمیش، که هنوز یک دست‌نشانده وفادار هیتی بود، مهار کند.
«اگر توریرا مال توست، آن را بشکن!... اگر توریره مال تو نیست، برای من بنویس تا آن را در هم بشکنم. اموال سپاهانت را که در شهر ساکن هستند، مطالبه نمی‌شود.»
با این حال، شکایت اصلی هاتوسیلی، نقض پروتکل بود که وقتی ادد-نیراری مراسم تحلیف خود را رد کرد:
«این رسم است که هنگامی که پادشاهان به سلطنت می‌رسند، پادشاهان، که همتایان او در رتبه هستند، برای او [هدایای خوشامدگویی] مناسب می‌فرستند. لباسی که شایسته پادشاهی است، و [روغن] برای مسح او. اما شما امروز این کار را نکردید.»
هاتوسیلی به دنبال «تجارب غم‌انگیزی» که فرستادگانش در برخورد با پادشاه پیشین آشور با آن مواجه شدند، تلاش زیادی برای آرام کردن همتای آشوری خود داشت و از ادد-نیراری خواست تا با فرستاده خود، بل-گاراد، تأیید کند که با او رفتار خوبی داشته‌است. هاتوشیلی. اگرچه هنوز در عصر برنز، آهن ناشناخته نبود و هاتوسیلی در مورد درخواست ادد-نیراری برای این فلز صحبت می‌کند:
در مورد آهن خوب که در مورد آن به من نوشتید - آهن خوب در اسلحه‌خانه من در شهر Kizzuwatna موجود نیست. نوشته‌ام برای آهن سازی زمان بدی است. آنها آهن خوبی خواهند ساخت، اما هنوز آن را تمام نکرده‌اند. وقتی تمومش کردند براتون می‌فرستم. فعلاً برای شما تیغه خنجر فرستادم.
1. ↑  Tablet KBo I:14 Hattušili letter to Adad-Nirari.

درگیری با هانیگالبات زمانی از سر گرفته شد که پسر شاتوارا، واساشاتا، شورش کرد و برای حمایت با هیتی‌ها وارد مذاکره شد. ادد-نیراری بعداً خوشحال شد که هیتی‌ها هدایای او را گرفتند، اما زمانی که او (ادد-نیراری) با حمله متقابل، شهرهای آماساکو، کَهات، شورو، نابولا، هورا، ایریدو، شدوهو و واششوکانو را غارت و غارت کرد، در ازای آن چیزی ندادند مکان‌هایی که هنوز شناسایی نشده‌اند، شهر تائیت (تایدا) را ویران کردند و کودیموس را بر آن کاشتند.
محاکمه در ایریدو (آوردی؟) که در آن واساشاتا دستگیر شد و همراه با خانواده و دربار بزرگش، در بند به آشور تبعید شد، جایی که از تاریخ ناپدید شد. ادد-نیراری پادشاهی هانیگالبات را ضمیمه کرد، مردم آن را به بردگی گرفت، و فرمانداری را برگرفته از اشراف آشوری منصوب کرد. در حالی که نام این فرد ناشناخته است، یکی از جانشینان او، در دوره بعدی سلطنت شولمانو آشاردو، گابی-آشور بود که سلسله کوتاهی از نایب السلطنه‌های آشوری را تأسیس کرد که بر این منطقه حکومت می‌کردند.